# Перевал Сімох
Перева́л Сімо́х, 2А, 3850 м, сніжно-льодовиковий, розташований на південних відрогах Головного Кавказького хребта. Поєднує льодовики Кітлод і Цанері.

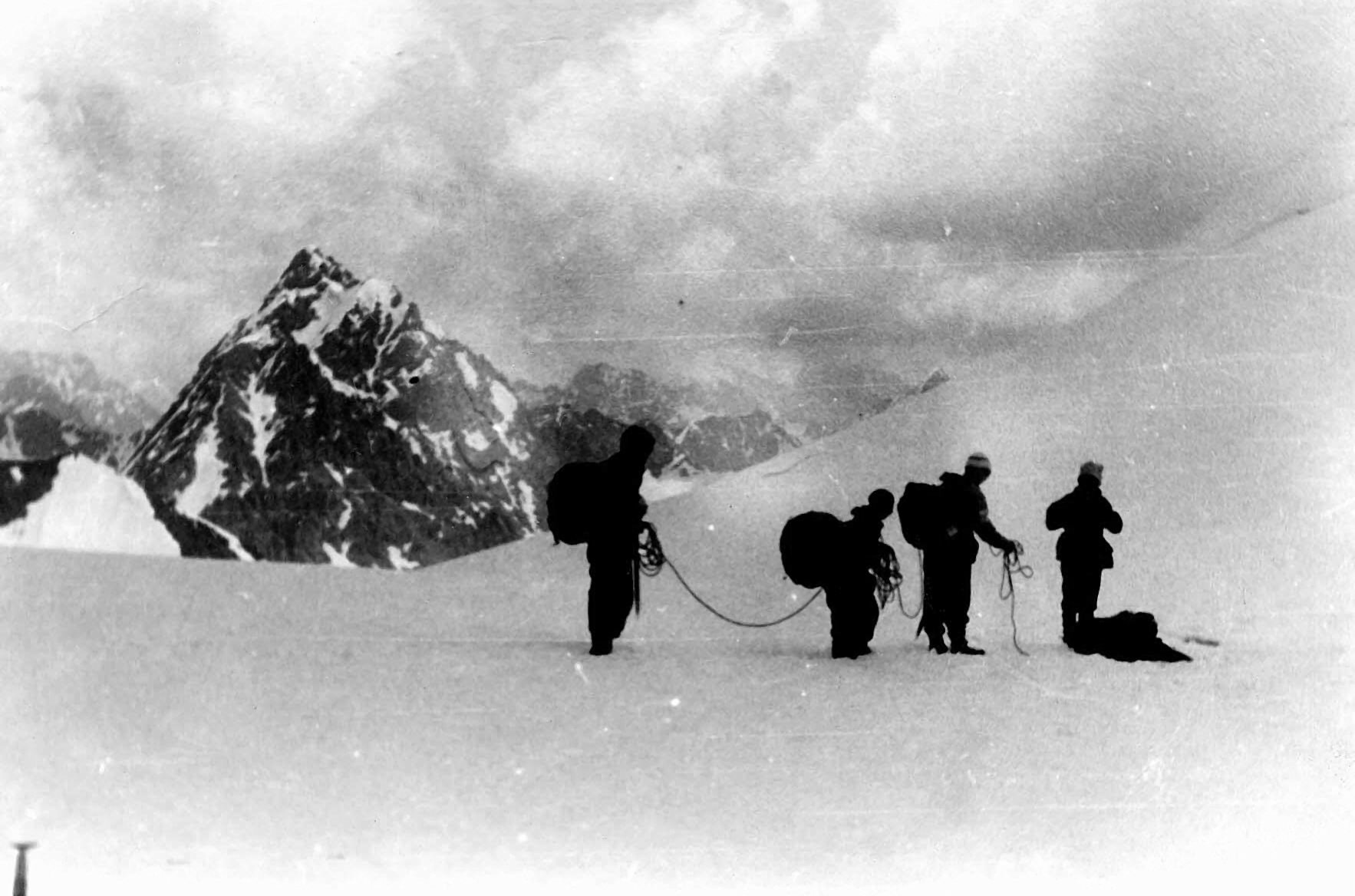
Українські альпіністи із Запоріжчини на перевалі Сімох, 1968 р.

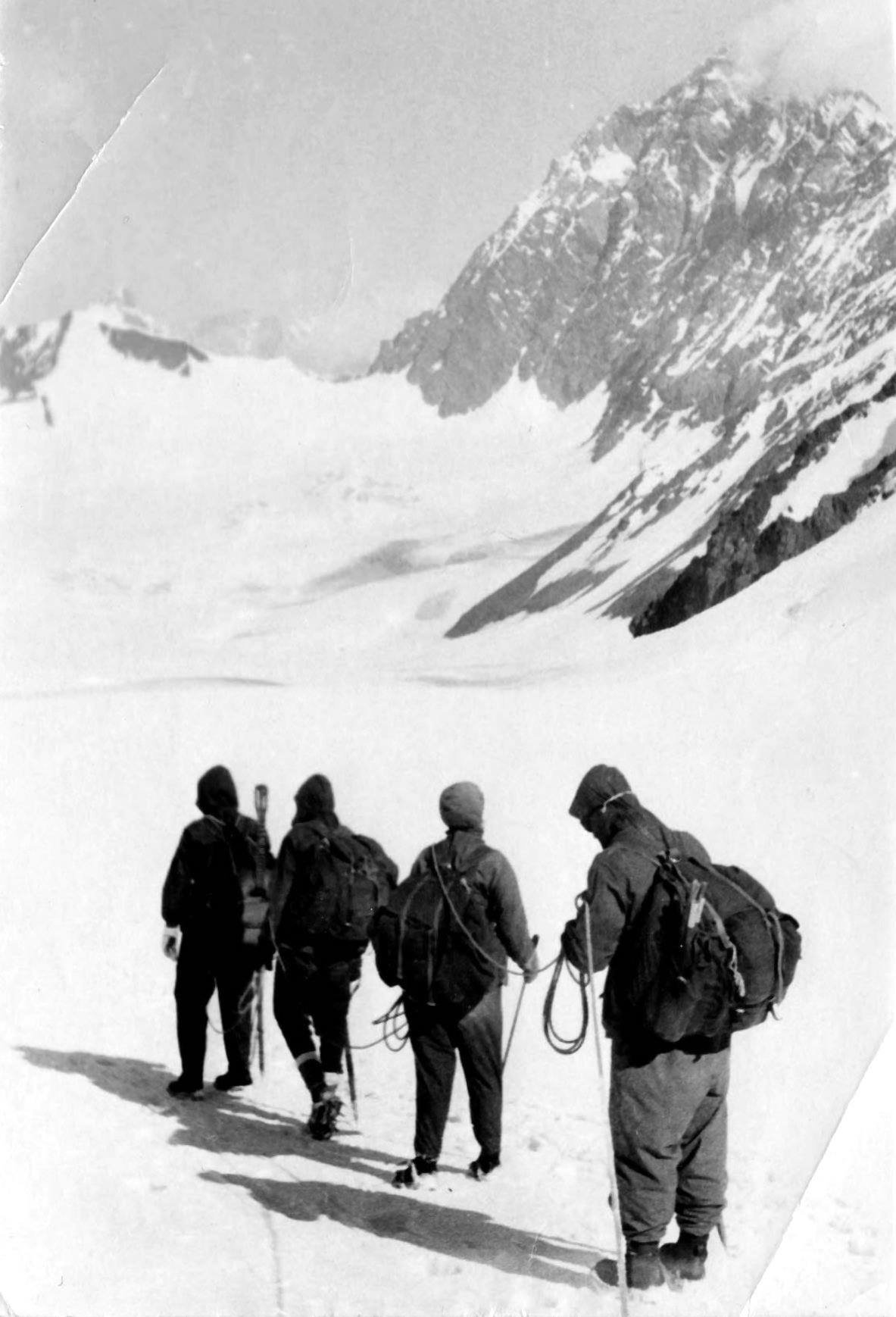
Група українських гірських туристів та альпіністів на шляху до перевалу Сімох з перевалу Верхній Цанер. Праворуч — г. Тіхтенген, ліворуч — гірський хребет Нашкодра.

Перевал Сімох є перевалом через боковий хребет південного схилу гірського хребта Нашкодра.
Перевал Сімох — відомий перехід з гірського району Безенгі у Верхню Сванетію.
Вперше пройдений англійськими альпіністами в 1893 р. Назва (зі сванської — «третій» або «середній») вказує на його положення щодо сусідніх перевалів Кітлод і Цаннер.